# Zéocine
La zéocine est une formulation de la phléomycine D1, un antibiotique glycopeptidique et l’une des phléomycines de Streptomyces verticillus appartenant à la famille des antibiotiques de type bléomycine. C'est un antibiotique à large spectre qui est efficace contre la plupart des bactéries, des champignons filamenteux, des levures, des plantes et des cellules animales. Il provoque la mort cellulaire en s'intercalant dans l'ADN et en induisant des cassures double brin de l'ADN,.
Le terme « zéocine » est en fait une traduction erronée de la marque Zeocin (les marques ne sont pas censées être traduites). Zeocin est une marque déposée appartenant à la société InvivoGen.

## Propriétés
La zéocine est de couleur bleue en raison de la présence d'ions de cuivre Cu 2+. La forme de zéocine chélatée au cuivre est inactive. Lorsque la zéocine pénètre dans une cellule, le Cu 2+ est réduit en Cu + puis éliminé. La zéocine devient alors activée et peut se lier à l'ADN.

## Utilisation
La zéocine et d'autres produits chimiques apparentés de la famille de la bléomycine sont principalement utilisés en biologie moléculaire en tant qu'antibiotiques, en particulier pour la sélection de lignées cellulaires eucaryotes portant des modifications génétiques. La zéocine est considérablement moins chère que la phléomycine, fonctionne mieux dans les milieux de culture minimal et est donc souvent utilisée préférentiellement en laboratoire de recherche.
La résistance à la zéocine est conférée par le produit du gène Sh ble d' abord isolé chez Streptoalloteichus hindustanus. Le produit du gène Sh ble lie l’antibiotique dans un rapport de un pour un de sorte qu’il ne peut plus provoquer de clivage de l’ADN. Ce gène de résistance est utilisé comme marqueur de sélection dans certains vecteurs de clonage et d'expression,.